# Comté d'York (Nouveau-Brunswick)
Pour les articles homonymes, voir Comté d’York.
Le comté d’York est situé à l'ouest du Nouveau-Brunswick, au Canada. Il y avait au total 97 238 habitants en 2011.

Les divisions administratives du comté d'York

## Administration

### Liste des gouvernements locaux
| Numéro | Nom                            | Statut            | Population estimée (2021) | ± | Superficie (km²) | Densité |
| ------ | ------------------------------ | ----------------- | ------------------------- | - | ---------------- | ------- |
| 70     | Central York                   | Communauté rurale | 6399                      |   |                  |         |
|        | Devon 30                       | Réserve indienne  |                           |   | 2,73             |         |
| 69     | Fredericton (partie)           | Cité              | 63961                     |   |                  |         |
| 62     | Hanwell                        | Communauté rurale | 6958                      |   |                  |         |
| 74     | Hartland (partie)              | Ville             | 2649                      |   |                  |         |
| 59     | Harvey                         | Communauté rurale | 2135                      |   |                  |         |
|        | Kingsclear 6                   | Réserve indienne  |                           |   | 3,75             |         |
| 72     | Lakeland Ridges (partie)       | Village           | 2633                      |   |                  |         |
| 58     | McAdam                         | Village           | 1151                      |   |                  |         |
| 71     | Nackawic-Millville             | Communauté rurale | 1882                      |   |                  |         |
| 68     | Nashwaak                       | Communauté rurale | 4544                      |   |                  |         |
| 64     | New Maryland                   | Village           | 4174                      |   |                  |         |
| DR 11  | Région-de-la-capitale (partie) | District rural    | 13794                     |   |                  |         |
| DR 10  | Sud-Ouest (partie)             | District rural    | 4020                      |   |                  |         |
| 63     | Sunbury-York South (partie)    | Communauté rurale | 6597                      |   |                  |         |
| 24     | Upper Miramichi (partie)       | Communauté rurale | 2218                      |   |                  |         |

## Démographie
| 2001   | 2006   | 2011   | 2016   |
| ------ | ------ | ------ | ------ |
| 87 212 | 90 872 | 97 238 | 99 411 |

### Ancienne administration territoriale
| Période                                  | Période                     | Identité                    | Étiquette | Qualité                     |
| ---------------------------------------- | --------------------------- | --------------------------- | --------- | --------------------------- |
|                                          | 1966                        |                             |           |                             |
| 1924                                     | 1924                        | Arthur Wetmore              |           | Marchand                    |
| 1916                                     | 19??                        | Ernest W. Stairs            |           | Fermier                     |
|                                          |                             | James K. Pinder             |           | Fermier et homme d'affaires |
| 18??                                     | 18??                        | William T. Howe             |           | Fermeir                     |
| 18??                                     | 18??                        | Thomas Colter               |           | Fermier                     |
| 18??                                     | 18??                        | Frederick Thompson          |           |                             |
| 18??                                     | 18?? (mandat de quatre ans) | Thomas Barker               |           |                             |
| 18??                                     | 18??                        | John Rutherford             |           | Fermier                     |
| 18??                                     | 18??                        | Frederic Pemberton Thompson |           |                             |
| Les données manquantes sont à compléter. |                             |                             |           |                             |